# Park prirode Vransko jezero
Park prirode Vransko jezero jedan je od 12 parkova prirode u Republici Hrvatskoj i obuhvaća Vransko jezero s okolicom. Proglašen je 1999. godine na površini od 57 km2. Administrativno se nalazi u Zadarskoj i Šibensko-kninskoj županiji kao dio grada Benkovca i općina Pakoštane, Stankovci, Pirovac i Tisno.
Vransko jezero je najveće prirodno jezero u Hrvatskoj. To je jezero zapravo krško polje ispunjeno vodom i rijedak primjer kriptodepresije. U parku je dosada zabilježeno oko 235 vrsta ptica, od čega 102 gnjezdarice (ponajviše ptica močvarica), dok je ostalima jezero odmorište prilikom selidbe ili zimovalište. Prema procjenama u parku za jesenje selidbe dnevno boravi između 20.000 i 200.000 ptica. Posebnost parka je i bogatstvo ribe te razvijeni sportski ribolovni turizam. Dominantna karakteristika Parka je posebni ornitološki rezervat, gotovo netaknutih prirodnih staništa ptica vodarica, rijetkog močvarnog sustava, velike bioraznolikosti, izuzetne znanstvene i ekološke vrijednosti.
Sjeverozapadni dio jezera je 1983. godine proglašen posebnim ornitološkim rezervatom i uvršten u popis važnih ornitoloških područja u Europi. Dana 16. rujna 1999. osnovana je i Javna ustanova "Park prirode Vransko jezero" sa sjedištem u Pakoštanama. Park prirode je 2013. godine uvršten u popis zaštićenih močvarnih područja Ramsarskom konvencijom.

## Granice parka
Granica Parka prirode "Vransko jezero" polazi od kapelice Sv. Nedjelja u Marini pored ceste Pakoštane-Vrana, ide na jugoistok rubom postojećega ornitološkog rezervata preko kote 108 (Kosovac), zatim na kote 197 (Zverinac), 303 (Štandarac), 288 (Bakrač), 121 (Ljubovnik), ovdje skreće na jugozapad do kote 109 (Tuštica), a zatim na sjeverozapad Jadranskom magistralom u dužini od 3,5 km, pa sporednim putem između Jadranske magistrale i Vranskog jezera do izlaska na cestu Pakoštane-Vrana, te dalje tom cestom do polazne točke kapelice Sv. Nedjelja u Marini.

## Geografska obilježja
Vransko jezero je najveće prirodno jezero u Hrvatskoj. Radi se o kriptodepresiji u kršu koja je ispunjena blago zaslanjenom vodom. Površina jezera je 2 metra nadmorske visine iznad površine mora, dok je dno 4 metra ispod razine mora. Od ukupne površine parka od 57 km2 (3002 ha), samo jezero zauzima oko 30,16 km2. Pruža se u smjeru sjeverozapad-jugoistok i duljine je oko 13,6 km te širine između 1,4 do 3,4 km. Sjeverni dio jezera je nešto dublji od južnog, a dubina varira između 2 i 5 metara. Nalazi se kraj Pakoštana, uz obalu Jadranskog mora od kojeg je odijeljeno vapnenačkim grebenom širine 800 do 2500 metara. Zbog blizine mora i dna koje je niže od površine mora slana morska voda prodire u jezero podzemno kroz greben i kroz kanal Prosika te ga čini bočatim. Jezero ima promjenjiv vodostaj s varijacijama od jedan do dva metra. Najviši vodostaj je u proljeće, a najniži tijekom velikih ljetnih suša.
Na sjeverozapadnom dijelu razvijen je prostrani tršćak (zemljište obraslo trskom) koji je uz tršćake delte Neretve najveći na jadranskom obalnom području Hrvatske.
Zbog plitkoće voda u jezeru je podložna naglim promjenama temperature. One se kreću od 2,9oC tijekom veljače do 25,2oC tijekom srpnja. Zimi povremeno dolazi do zamrzavanja površine jezera. Voda u jezeru je slaniteta 0,16 do 0,86 posto promila. Za vrijeme suša i niskih vodostaja tijekom ljeta, voda u jezeru je nešto slanija od ostatka godine. Istraživanja su pokazala da je kvaliteta i čistoća vode degradirana u posljednjih nekoliko desetljeća.
Vransko jezero je najniža točka Ravnokotarse ploče i prikuplja gotovo polovinu površinskih voda Ravnih kotara. Najveći prinos slatke vode u Vransko jezero ima povremeni vodotok Kotarka koji prikuplja vode glavnih sabirnih kanala (Borelovice, Lamešca, Vrbice i Jablanca). Pritoka jezera je i Lateralni kanal koji prikuplja oborinske i izvorske vode sa sjeveroistoka te brojni izvori.

## Flora
Najvrijednija staništa na području Parka su vodena i močvarna staništa, tršćaci, crnogorične šume, šikare i dračici te suhi travnjaci. Unutar područja ustanovljeno je 148 vrsta biljaka, od kojih prevladavaju sjemenjače. Od ukupnog broja vrsta, oko 34% su močvarne i vodene biljake. Zabilježene su dvije ugrožene vrste, razdijeljeni šaš (Carex divisa Huds) i uskolisni šaš (Carex diandra Schrank) koje se nalaze i na popisu ugroženih vrsta u Crvenoj knjizi biljnih vrsta Republike Hrvatske. Uz dvije ugrožene, šest je osjetljivih vrsta, primorski rančić (Scirpus holoschoenus L.), glavica (Scirpus holoschoenus L.), kokica (Ophrys bertolonii Moretti), rahlocjetni kaćun (Orchis laxiflora Lam), moćvarni kaćun (Orchis palustris Jacq) i ilirska perunika (Iris illyrica Tomm) koja je i endem.
Od šuma prisutne su pretežito crnogorične šume. Neke od zajednica su mediteranske i termoatlasnke borove šume. Šume alepskog bora koje su umjetno formirane na južnom djelu jezera. Na povišenim mjestima na sjeveru Parka razvijena je zajednica hrasta crnike (Orno-Quercetum ilicis). Na nekim mjestima makija prelazi u nisku neprohodnu šumu.
Traščci su dobro razvijeni na sjevernoj obali jezera gdje je voda plitka, a teren malo nagnut i čine velik dio Ornitološkog rezervata. U njemu se gnjezdi velik broj ptica. Južna obala jezera većim dijelom je kamenita. 
Veći dio dna jezera prekrivaju vrste Najas marina i potamogeton pectinatus, a blago zaslanjena voda ne pogoduje ostalim podvodnim biljkama.

## Fauna
Zajednica riba se sastoji od morske i slatkovodne ribe. Današnja struktura ribe posljedica je niza neprirodnih zahvata. Od 17 vrsta, samo su dvije autohtone: jegulja (Anguilla anguilla) i riječna babica (Salaria fluviatilis). Ostale su u ekosustav jezera unesene slučajno ili radi uzgoja. Som, šaran i linjak su uneseni 1948. radi uzgoja. Gambuzija (Gambusia affinis) je unesena radi kontrole komaraca. U jezeru su najbrojnije babuška (Carassius gibelio) i endemska jadranska crvenperka - drlja (Scardinius dergle). Od morskih riba u jezeru se nalaze lubin, podlanica, list i više vrsta cipla (cipal bataš, cipal balavac, cipal dugaš, cipal putnik, cipal zlatac).
Najbrojnija i najčešća vrsta vodozemaca u Parku je velika zelena žaba (Rana ridibunda), gatalinka (Hyla arborea) i zelena (Bufo viridis) i smeđa krastača (Bufo bufo). Rijetkim vrstama smatraju se šareni daždevnjak (Salamandra salamandra) i žuti mukač (Bombina variegata). Ugrožene su mali vodenjak (Triturus vulgaris), gatalinka i žuti mukač. Sve vrste žaba koje obitavaju na jezeru, osim velike zelene žabe, zaštićene su Zakonom o zaštiti prirode i Pravilnikom o zaštiti pojedinih vrsta vodozemaca.
U Parku obitava 19 vrsta gmazova i svi su zakonski zaštićeni. Od kornjača to su obična čančara (Testudo hermanni) i barska kornjača (Emys orbicularis). Od guštera to su blavor (Ophisaurus apodus), kućni macaklin (Hemidactylus turcicus), zidni macaklin (Tarentola mauritanica), ljuskavi gušter (Algyroides nigropunctatus), oštroglava gušterica (Archaeolacerta oxycephala), veliki zelembać (Lacerta trilineata), krška gušterica (Podarcis melisellensis) i primorska gušterica (Podarcis sicula). Od zmija najčešće su ribarica (Natrix tesselata) i bjelouška (Natrix natrix), ali ima i šara poljarica (Coluber gemonensis), bjelica (Elaphe longissima), šilac (Coluber najadum), kravosas (Elaphe quatuorlineata), crvenkrpica (Elaphe situla), zmajur (Malpolon monspessulanus) i poskok (Vipera ammodytes). Balkanskim endemima smatraju se krška gušterica, mrki ljuskavi gušter i šara poljarica. Oštroglava gušterica je endemična svojta Dalmacije.
Fauna sisavaca je tipična za Dalmaciju i čini ju oko 40 vrsta. Najbrojniji sisavci zabilježeni na ovom području spadaju u glodavce, kukcoždere, zvijeri i šišmiše. Neke od najistaknutijih vrsta su bjeloprsi jež (Erinaceus concolor), veliki potkovnjak (Rhinolophus ferrumequinum), veliki šišmiš (Myotis myotis), patuljasti šišmiš (Pipistrellus pipistrellus), poljska rovka (Crocidura suaveolens), tvor (Mustela putorius), kuna bjelica (Martes foina), divlja svinja (Sus scrofa), šumski miš (Apodemus sylvaticus), štakor selac (Rattus norvegicus) i zec (Lepus europaeus). Dalmatinski krški puh (Eliomys quercinus dalmaticus) i primorski dugouhi šišmiš (Plecotus kolombatovici) su endemične svojte Dalmacije.
Na jezeru je zabilježen i velik broj kukaca. U Parku su nađene 133 vrste pauka, od čega je čak 15 vrsta po prvi puta zabilježeno u Hrvatskoj.

## Ornitološki rezervat
Ornitološki rezervat je proglašen 1983. i spada među najvrjednija ornitološka područja u Hrvatskoj. Nalazi se na sjeverozapadnom dijelu jezera i zauzima površinu od 8,83 km2. Područje rezervata je samo dio onoga što je ostalo od mnogo većeg močvarnog područja koje je tijekom 18. stoljeća iskopavanjem kanala gotovo potpuno isušena. Rezervat je jedan od najbitnijih dijelova Parka prirode Vransko jezero, jer je upravo na području rezervata najveća koncentracija ptica. U njemu se gnijezdi preko 100 vrsta ptica močvarica, oko 87 vrsta ih ovdje prezimi, dok preletnicama jezero i močvara služe kao stajalište tijekom seobe. Ovdje se redovito gnijezdi čaplja danguba i europske ugrožene vrste, malog vranca (Phalacrocorax pygmaeus) kojem je ovo jedino gnjezdilište u Hrvatskoj.

## Kulturna baština
Uz bogatstvo biljnog i životinjskog svijeta, osobito ptica, u Parku se nalaze i brojni ostaci kulturno-povijesne baštine. Jedna od najstarijih povijesnih građevina uz jezero je kasnoantička kula "Osridak" koja datira iz 4. stoljeća. Jedina je do sada poznata antička utvrda kružnog unutarnjeg presjeka na istočnoj obali Jadrana. Kula je služila kao okosnica rimske fortifikacije cijelog brda i kao osmatračnica i zaklon vojsci od iznenadnog napada ili nevremena. S jugozapadne strane nalaze se ostaci s desetak podzidanih obrambenih položaja za strijelce. Od vojnih objekata ističe se i Mletačka kula "Osridak" iz 15. stoljeća koja je služila za obranu od Turaka. Od mletačkih građevina može se vidjeti i mletačka pogranična stražarnica "Babin škoj" koja je najvjerojatnije izgrađena u 16. stoljeću i mletačka pogranična stražarnica u uvali Prosika iz istog vremena. Hrvatska obitelj Kurjaković je u 14. stoljeću radi obrane od Turaka podigla utvrdu "Kličevica". Utvrda je imala svog kaštelana i vojne zapovjednike.
Od vjerskih objekata najveći je Stari grad Vrana, izgrađen tijekom 9. stoljeća. Bio je benediktinski samostan, kasnije sjedište templara i ivanovaca. U krunidbenoj izjavi kralja Zvonimira se spominje da samostan zajedno s cjelokupnom imovinom daruje Svetoj stolici kako bi Papinski legati imali osiguran dugotrajan boravak na hrvatskim zemljama. U Banjevcima se nalazi i crkva Sv. Ivana Krstitelja koja datira iz 12. stoljeća, a karakteristična je po ojačanom zvoniku/utvrdi koji je dograđen u 16. stoljeću radi obrane od turskih prodora.
Maškovića Han je najzapadniji spomenik turske civilne arhitekture u Europi. Izgrađen je u 17. stoljeću i služio kao svratište i odmorište, ali i rezidencija njegovog graditelja Jusufa Maškovića. Zbog izbijanja Kandijskog rata i smrti Maškovića objekt je stajao nedovršen do 2014. Brojni drugi ostaci i civilne građevine potvrđuju bogati povijesni razvoj okolice Vranskog jezera i njegov veliki povijesni značaj. U speleološkom lokalitet „Baldina jama“ nađen je ljudski kostur star oko 6000 godina, a jedan od povijesnih lokaliteta je i Liburnski grobni humak iz 1700 godine pr. n. e.

## Turizam
Park prirode Vransko jezero nudi mnoge oblike turizma, rekreacije i edukacije. Jedna od najpopularnijih aktivnosti je sportski ribolov. Prosječni godišnji ulov jako varira, od 149,7 tona ribe do 22,4 tona. Ithiomasa jezera je procijenjena na 220 kg/ha, a godišnji prinos je oko 40 kg/ha. Na ukupnoj površini jezera ithiomasa prema tome iznosi oko 600 tona, uz godišnji prinos oko 120 tona. Prosječna brojnost je oko 3200 riba/ha.
Posjetitelji mogu Park posjetiti i biciklima jer se u Parku nalazi oko 50 kilometara biciklističkih staza. Dostupne su i brojne poučne staze te edukacijski programi. Postoji i organizirano promatranje ptica, a staništa se mogu obići pješice ili brodom. Na vrhu "Kamenjak" je uređen vidikovac s kojega se pogled pruža na čitavo jezero, Kornatsko otočje, otok Murter te mjesta Pirovac, Drage i Pakoštane.

## Ekološki problemi
Tijekom 2012. godine i velike suše vodostaj jezera je dulje od 17 mjeseci bio niži od pola metra. Slanost i temperatura vode su bili veći nego ikad, jer se slanitet jezera opasno približio vrijednostima Jadranskog mora (oko 38 promila). Uzrok tako niskog vodostaja i visokog slaniteta je kanal između mora i jezera koji je prokopan 1770. kako bi se isušilo močvarno tlo i dobilo obradivo zemljište. Sada taj kanal predstavlja problem jer preko njega nadire previše morske vode. Ugrožen je bio cijeli ekosustav Parka prirode i Ornitološkog rezervata. Zbog niskog vodostaja, tršćak je bio suh i čaplje dangube i mali vranci se nisu uopće gnijezdili, a u samom jezeru je pomrla gotovo tona ribe. Problem se pokušava ublažiti izgradnjom privremenog praga kojim bi se mogla održavati razina vode u jezeru.
Stalnu ekološku opasnost predstavljaju požari u i oko Parka prirode. Jedan takav je podmetnut u prosincu 2003. godine u Ornitološkom rezervatu u kojem je zapaljen tršćak i izgorjelo je 130 ha površine (90% ornitološkog rezervata). Procijenjeno je da je stradalo između 15.000 i 20.000 ptica te mnoštvo kornjača i drugih gmazova. U periodu od 2001. do 2003. je podmetnuto 8 takvih požara. U velikom požaru koji je izbio u blizini Parka prirode tijekom srpnja 2012. godine izgorjelo je 50 hektara šume. U rujnu iste godine izazvan je još jedan požar, a počinitelj uhićen.
U blizini Vranskog jezera je na površini od 140 hektara planirana izgradnja igrališta za golf s pratećom infrastrukturom. Ekološke udruge upozoravaju da kod izrade studije utjecaja na okoliš nije bio angažiran nijedan ornitolog, te da će potrošnja vode za održavanje golf-terena isušiti podzemne vodotoke Vranskog jezera i time ugroziti močvarna staništa ptica. Spominju se i opasnost od veliko količine pesticida i umjetnih gnojiva koji se koriste prilikom održavanja igrališta. Zagovaratelji igrališta tvrde da voda za održavanje terena neće ugroziti podzemne vodotoke jer lokacija nije u vodozaštitnom području, a da su količine pesticida i kemikalija kod održavanja igrališta manje od onih koji se sada koriste na poljoprivrednim površinama u blizini jezera.

### Zajednički poslužitelj
|  | Zajednički poslužitelj ima još gradiva o temi Vransko jezero, Dalmacija |

## Vanjske poveznice
- Park prirode Vransko jezero  Arhivirana inačica izvorne stranice od 14. svibnja 2021. (Wayback Machine)
- Vransko jezero Hrvatska enciklopedija